# Taparella outacta
Taparella outacta är en insektsart som beskrevs av Medler 1991. Taparella outacta ingår i släktet Taparella och familjen Flatidae. Inga underarter finns listade i Catalogue of Life.